# Église Saint-Pierre de Saint-Léger-de-Rôtes
Pour les articles homonymes, voir Église Saint-Pierre.
L'église Saint-Pierre est une église catholique située à Saint-Léger-de-Rôtes, en France.

## Localisation
L'église est située dans le département français de l'Eure au village de Rôtes sur la commune de Saint-Léger-de-Rôtes.

## Historique
L'édifice est inscrit au titre des monuments historiques en 1993.